# Carsten Ball
Carsten Ball, né le 20 juin 1987 à Newport Beach, est un joueur de tennis australien, professionnel de 2005 à 2016.

## Carrière
L'Australien participe à sa première levée du Grand Chelem en simple lors de l'US Open 2008, tournoi pour lequel il bénéficie d'une invitation. Après avoir offert une belle opposition durant le premier set, qu'il finit par perdre au tie-break, Carsten Ball n'a pas voix au chapitre lors des deux manches suivantes face à Viktor Troicki, s'inclinant finalement 6-7, 0-6, 1-6. En juillet 2009, il se fait remarquer lors du tournoi ATP de Los Angeles, où il se hisse en finale après avoir bénéficié de l'abandon en huitième de finale de Dmitri Toursounov et s'être défait successivement de John Isner en quarts et de Leonardo Mayer en demi-finale. Il est finalement défait par la tête de série numéro six, Sam Querrey. Il bénéficie d'une wild card pour l'Open d'Australie 2010.

## Palmarès

### Finale en simple messieurs
| No | Date       | Nom et lieu du tournoi      | Catégorie | Dotation  | Surface    | Vainqueur   | Score         |          |
| -- | ---------- | --------------------------- | --------- | --------- | ---------- | ----------- | ------------- | -------- |
| 1  | 27-07-2009 | LA Tennis Open, Los Angeles | ATP 250   | 550 000 $ | Dur (ext.) | Sam Querrey | 6-4, 3-6, 6-1 | Parcours |

### Titre en double messieurs
| No | Date       | Nom et lieu du tournoi                             | Catégorie | Dotation  | Surface      | Partenaire     | Finalistes                           | Score    |          |
| -- | ---------- | -------------------------------------------------- | --------- | --------- | ------------ | -------------- | ------------------------------------ | -------- | -------- |
| 1  | 05-07-2010 | Campbell’s Hall of Fame Championships Newport (RI) | ATP 250   | 442 500 $ | Gazon (ext.) | Chris Guccione | Santiago González Travis Rettenmaier | 6-3, 6-4 | Parcours |

## Parcours dans les tournois duGrand Chelem

### En simple
| Année | Open d'Australie | Open d'Australie | Internationaux de France | Internationaux de France | Wimbledon       | Wimbledon   | US Open         | US Open     |
| ----- | ---------------- | ---------------- | ------------------------ | ------------------------ | --------------- | ----------- | --------------- | ----------- |
| 2008  | —                | —                | —                        | —                        | —               | —           | 1er tour (1/64) | V. Troicki  |
| 2009  | 1er tour (1/64)  | M. Berrer        | —                        | —                        | —               | —           | 2e tour (1/32)  | N. Djokovic |
| 2010  | 1er tour (1/64)  | F. Verdasco      | 2e tour (1/32)           | V. Troicki               | 1er tour (1/64) | R. Berankis | 2e tour (1/32)  | A. Montañés |
| 2011  | 1er tour (1/64)  | P. Riba          | —                        | —                        | —               | —           | —               | —           |

N.B. : à droite du résultat se trouve le nom de l'ultime adversaire.

### En double
| Année | Open d'Australie          | Open d'Australie        | Internationaux de France    | Internationaux de France | Wimbledon                   | Wimbledon              | US Open                     | US Open                |
| ----- | ------------------------- | ----------------------- | --------------------------- | ------------------------ | --------------------------- | ---------------------- | --------------------------- | ---------------------- |
| 2006  | 2e tour (1/16) A. Coelho  | J. Kerr T. Parrott      | —                           | —                        | —                           | —                      | —                           | —                      |
| 2007  | 2e tour (1/16) A. Feeney  | F. Santoro N. Zimonjić  | —                           | —                        | —                           | —                      | —                           | —                      |
| 2008  | 1/8 de finale A. Feeney   | M. Gicquel F. Santoro   | —                           | —                        | —                           | —                      | —                           | —                      |
| 2009  | 1/8 de finale C. Guccione | Ł. Kubot O. Marach      | —                           | —                        | —                           | —                      | 1/4 de finale C. Guccione   | B. Bryan M. Bryan      |
| 2010  | 2e tour (1/16) S. Huss    | F. González I. Ljubičić | 1er tour (1/32) C. Guccione | M. Fish M. Knowles       | 1/8 de finale C. Guccione   | B. Bryan M. Bryan      | 1er tour (1/32) C. Guccione | J. Benneteau M. Llodra |
| 2011  | 1/8 de finale C. Guccione | M. Mirnyi D. Nestor     | —                           | —                        | 1/8 de finale S. González   | M. Llodra N. Zimonjić  | —                           | —                      |
| 2012  | 2e tour (1/16) T. C. Huey | M. Bhupathi R. Bopanna  | 1er tour (1/32) J. Murray   | Lu Y-h. G. Soeda         | 1er tour (1/32) T. Bellucci | D. Bracciali J. Knowle | —                           | —                      |

N.B. : le nom du ou de la partenaire se trouve sous le résultat ; le nom des ultimes adversaires se trouve à droite.

### En double mixte
| Année | Open d'Australie          | Open d'Australie            | Internationaux de France | Internationaux de France | Wimbledon | Wimbledon | US Open | US Open |
| ----- | ------------------------- | --------------------------- | ------------------------ | ------------------------ | --------- | --------- | ------- | ------- |
| 2011  | 1/4 de finale Sally Peers | B. Mattek-Sands Horia Tecău | —                        | —                        | —         | —         | —       | —       |

N.B. : le nom de la partenaire se trouve sous le résultat ; le nom des ultimes adversaires se trouve à droite.